# Río Manilva
Río Manilva este o arie protejată (arie specială de conservare — SAC, sit de importanță comunitară — SCI) din Spania întinsă pe o suprafață de 36,73 ha, integral pe uscat.

## Localizare
Centrul sitului Río Manilva este situat la coordonatele 36°24′31″N 5°15′56″W / 36.4086°N 5.2655°V.

## Înființare
Situl Río Manilva a fost declarat sit de importanță comunitară în decembrie 2000 pentru a proteja 1 specie de plante și 10 specii de animale. Situl a fost protejat și ca arie specială de conservare în ianuarie 2015.

## Biodiversitate
Situată în ecoregiunea mediteraneană, aria protejată conține 12 habitate naturale: Tufărișuri termo-mediteraneene și de pre-deșert, Galerii de Salix alba și de Populus alba, Pante stâncoase silicioase cu vegetație casmofită, Dehesas cu Quercus spp. perene, Păduri termofile cu Fraxinus angustifolia, Izvoare petrifiante cu formare de travertin (Cratoneurion), Pseudostepă cu ierburi și specii anuale de Thero-Brachypodietea, Păduri de Olea și Ceratonia, Pajiști umede mediteraneene cu ierburi înalte de Molinio-Holoschoenion, Galerii și tufărișuri riverane sudice (Nerio-Tamaricetea și Securinegion tinctoriae), Pante stâncoase calcaroase cu vegetație casmofită, Matorral arborescenți cu Juniperus spp..
La baza desemnării sitului se află mai multe specii protejate:
- plante (1): Galium viridiflorum
- păsări (1): vulturul pleșuv sur (Gyps fulvus)
- mamifere (4): vidră de râu (Lutra lutra), liliacul mediteranean cu potcoavă (Rhinolophus euryale), liliacul mare cu potcoavă (Rhinolophus ferrumequinum), liliacul mic cu potcoavă (Rhinolophus hipposideros)
- nevertebrate (2): fluturele auriu (Euphydryas aurinia), Macromia splendens
- pești (2): Petromyzon marinus, Pseudochondrostoma willkommii
- reptile (1): Mauremys leprosa

Pe lângă speciile protejate, pe teritoriul sitului au mai fost identificate 1 specie de plante, 1 specie de mamifere.